# Ischnoplax
Ischnoplax is een geslacht van keverslakken uit de familie van de Callistoplacidae.

## Soorten
- Ischnoplax edwini (Mello & Pinto, 1989)
- Ischnoplax incurvata (Leloup, 1953)
- Ischnoplax pectinata (G.B. Sowerby II, 1840)